# Nichts zu verlieren
Nichts zu verlieren ist eine österreichisch-deutsche Tragikomödie von Wolfgang Murnberger aus dem Jahr 2018, die in Kooperation zwischen dem Bayerischen Rundfunk und dem ORF entstand. Die Premiere erfolgte am 30. Juni 2018 im Rahmen des Filmfests München.

## Handlung
Die Halbbrüder Richy und Tom, Wiener Kleinkriminelle, fliehen nach einem Einbruch in München und einem Streit mit ihrem Kumpan Charly, der Richy versehentlich angeschossen hat, mit einer Tasche voller Geld in einem Auto. Die Fahrt soll zur deutsch-österreichischen Grenze gehen, wohin bereits ein Arzt bestellt wurde. Als das Fluchtauto mit Motorschaden liegen bleibt, entführen sie eine kleine Reisegruppe in einem alten Reisebus. Doch dabei handelt es sich nicht um eine gewöhnliche Reisegruppe, sondern um eine Trauerreisegruppe, die zu lernen versucht, durch diese Reise mit ihrem Schmerz umzugehen. Doch nicht nur die Reisenden haben Probleme, auch die Reiseleiterin Irma will mit dieser Reise in die Berge ihre mögliche Trennung von ihrem Mann und Firmenchef Peter Anders verarbeiten. Sie ist daher selbst emotional angeschlagen, kann das aber professionell hinter ihrer Arbeit verstecken, schließlich ist sie eine ausgebildete Trauertherapeutin. 
Charly, der sich um seinen Anteil an der Beute betrogen sieht, verfolgt seine Komplizen. Auch Peter Anders erfährt im Reisebüro, dass etwas mit der Tour nicht so läuft, wie geplant, schreibt es aber einer Trotzreaktion seiner Frau zu. Mit einem Firmenwagen nimmt auch er die Verfolgung auf, wobei sich an einer Tankstelle Charly in dessen Auto versteckt. Im Reisebus wird mittlerweile allen klar, dass Richy, der ältere der beiden Kidnapper, schwer verletzt ist und stark blutet. Irma nutzt seinen Schwächeanfall, um ihrem Mann Peter eine Nachricht zu schicken. Obwohl alle Handys eingesammelt wurden, hatte sie ein zweites dabei, was Richy aber jetzt bemerkt. Er weist Tom an, es auf einen Traktorhänger zu werfen, der gerade vorüberfährt. Da Peter dem Handysignal folgt, verliert er den direkten Anschluss an die Gruppe und findet den Bus erst nach längerer Fahrt wieder.
In Rückblenden erfährt der Zuschauer die Schicksale der Mitglieder der Trauergruppe:
- Christa war ihr Leben lang Sprechstundenhilfe und Assistentin in der Praxis ihres Mannes, der vor einem Jahr gestorben ist. Nun versucht sie, ihr Leben neu zu organisieren, was ihr noch immer nicht gelungen ist.

- Hilde ist seit sechs Monaten Witwe und leidet darunter, dass ihr Ex-Mann ihr nicht einmal nach seinem Tod „gehört“, denn seine neue Frau hatte ihr nicht nur ihren Mann ausgespannt, sondern ihr auch verboten, an seinem Grab zu trauern. Zu allem Überfluss hatte er sich gerade entschieden, sich wieder von dieser zu trennen und zu Hilde zurückzukehren. Vom Leben enttäuscht, wütend und verbittert, kann sie nun kaum noch etwas erschüttern. Sie ist diejenige, die den Entführern den meisten Widerstand entgegenbringt.

- Harry täuscht zunächst Trauer um eine Frau vor, doch dann rückt er mit der Wahrheit heraus, dass er um seine Hündin Emely trauert. Überrascht bemerkt er, dass die anderen nach anfänglicher Wut Verständnis dafür aufbringen.

- Helmut betrauert seine Frau, die er vor sieben Monaten verloren hat und hofft, über diese Trauerreisen eine neue Frau zu finden.

- Miriam hat vor acht Monaten bei einem Motorradunfall ihren Mann verloren und ist noch immer grenzenlos traurig darüber. Tom tut die junge Frau leid und er versucht, sie während der Fahrt zu trösten.

Insgesamt kommen die Entführer immer mehr mit den Reisenden ins Gespräch und es entsteht eine gewisse Ebene des Verständnisses füreinander. Das führt sogar so weit, dass Richy es zulässt, dass Irma für die Gruppe einen Punkt ihres Therapieprogramms abarbeitet. Richy bemerkt dabei, dass Irma etwas bedrückt. Schließlich öffnet auch sie sich und erzählt unter Tränen, sie habe vor Kurzem zum zweiten Mal ein Baby verloren und ihr Mann hätte lediglich darüber getrauert, dass ihre Brüste wieder abgeschwollen seien.
Je länger die Fahrt dauert, desto schlechter geht es Richy. Er verfasst mit Irmas Hilfe sein Testament zu Gunsten Toms. Alle Reiseteilnehmer machen sich große Sorgen um ihren Entführer, so dass der Bus mit Toms Genehmigung anhält und Christa einen Notarzt anruft. Ihre Verfolger Peter und Charly beobachten den Stopp und nähern sich dem Bus. Dort fordert Charly mit gezückter Pistole die Tasche mit dem Geld. Da Tom seinen sterbenden Bruder in den Armen hält, holt Harry die Geldtasche aus dem Bus. Charly setzt sich daraufhin mit der Beute ab. Bevor Notarzt und Polizei eintreffen, schlägt Hilde – da nur nach zwei Räubern gesucht wird – der Gruppe vor, der Polizei den einen Räuber als verstorben und den anderen als mit der Beute auf der Flucht darzustellen, um so Tom zu entlasten, der ja als Fahrer des Fluchtwagens niemandem direkt geschadet habe. Während Tom zu Fuß in den Wald flüchtet, wird Charly von der Polizei gestoppt, wobei sich herausstellt, dass seine Tasche lediglich Reisegepäck enthält – Harry hat ihm absichtlich eine andere Tasche übergeben und händigt die Beute der eintreffenden Polizei aus.
Vier Wochen später holt die Reisegruppe ihre vorgesehene Reise in die Berge nach, und diesmal ist auch Tom dabei, der nicht nur den Verlust seines Bruders verarbeiten will, sondern sich auch mit Miriam angefreundet hat.

## Produktionsnotizen
Die Dreharbeiten fanden vom 25. Juli 2017 bis zum 23. August 2017 in München und Umgebung sowie im Landkreis Berchtesgadener Land statt, die Fernseh-Erstausstrahlung erfolgte am 29. August 2018 im Rahmen des FilmMittwoch im Ersten.

## Rezeption

### Kritiken
Tilmann P. Gangloff befand bei tittelbach.tv: Den Filmemachern gelingt „das Kunststück, eine im Grunde traurige Geschichte konsequent als Komödie zu erzählen. Im Verlauf der Fahrt gewähren alle Teilnehmer inklusive der Gangster tiefe Einblicke in ihr Seelenleben. Der Film erzählt eine Geschichte mit hohem Identifikations-Potenzial, schließlich hat so gut wie jeder schon mal einen geliebten Menschen verloren, und in der Tat gibt es Augenblicke, die zu Herzen gehen. Trotzdem wird ‚Nichts zu verlieren‘ auch dank der relaxten Musik nie zum Befindlichkeitsdrama. Dafür sorgt nicht zuletzt Georg Friedrich, der als Wortführer der Kriminellen die mit Abstand bissigsten Dialoge hat.“
Bei Quotenmeter.de wertete Sidney Schering: Man erkennt im Laufe des Films „den schleichenden Prozess mit einer inszenatorischen Ruhe und Selbstverständlichkeit, durch die das Schauspiel und die Dialoge, und somit die Figurenentwicklung in den Vordergrund treten – und nicht das Handlungskonstrukt. Das wird gewieft durch einen Subplot um einen dritten Ganoven aufgelockert, das (sic!) dem Halbbrüder-Duo hinterherjagt. Schade nur, dass die schwerfällig-traurige Filmmusik, selbst wenn sie nur spärlich eingesetzt wird, diese smarte, einfühlsame Dramedy zuweilen erdrückt.“
Matthias Hannemann von der FAZ meinte: „Viele Gags sind […] erstaunlich seicht, so schwierig es ist, bei diesem Thema die Balance zu finden. Dem Zuschauer die Reiseteilnehmer emotional näherzubringen – das fällt der Produktion schwer. Einzig Miriam, die Untröstliche […], gewinnt allmählich an Kontur. […] Insgesamt wäre wohl mehr drin gewesen, doch der thematisch schlüssige, sogar originelle Abgang des Films wiegt es nicht auf. Aber er tröstet.“
Bei der Frankfurter Rundschau stand: „Dieser Film ist eine wahre Freude für alle Zuschauer, die überzeugt sind, jede Geschichte schon zu kennen. Es mag gewisse Parallelen zu den Verfilmungen von Monika Peetz’ Romanen über die Dienstagsfrauen geben, aber Ruth Toma bereichert die Rahmenhandlung […] um eine ganz entscheidende Komponente: die der Kriminellen.“ Diese „kleine Abweichung vom Schema genügt, um das Subgenre gegen den Strich zu bürsten, weil die typische Selbstfindungsthematik nun in ganz anderem Licht erscheint.“

### Auszeichnungen
Deutsches Fernsehkrimi-Festival 2019
- Nominierung für den Deutschen Fernsehkrimipreis[7]